# Dragodana
Dragodana é uma comuna romena localizada no distrito de Dâmboviţa, na região de Muntênia. A comuna possui uma área de 65.77 km² e sua população era de 6927 habitantes segundo o censo de 2007.